# The Amalgamut
The Amalgamut es el tercer álbum de estudio del grupo estadounidense de metal industrial Filter, lanzado en 2002 por medio de la compañía discográfica Reprise Records.
Richard Patrick (miembro de la banda), indicó que la piratería musical pudo haber perjudicado las ventas del álbum, afirmando que las cifras mostraban que había sido descargado ilegalmente al menos 80 000 veces en su primer mes, mucho más que las ventas oficiales del álbum, que solo ascendieron a 76 000 copias vendidas.

## Listado de canciones
| LP original |                                   |                                    |          |  |
| N.º         | Título                            | Música                             | Duración |  |
| 1.          | «You Walk Away»                   | Lenardo, Patrick                   | 4:36     |  |
| 2.          | «American Cliché»                 | Patrick                            | 3:37     |  |
| 3.          | «Where Do We Go from Here»        | Lenardo, Patrick                   | 5:35     |  |
| 4.          | «Columind»                        | Patrick                            | 3:36     |  |
| 5.          | «The Missing»                     | Patrick                            | 4:46     |  |
| 6.          | «The Only Way (Is the Wrong Way)» | Lenardo, Patrick                   | 5:13     |  |
| 7.          | «My Long Walk to Jail»            | Lenardo, Patrick                   | 4:06     |  |
| 8.          | «So I Quit»                       | Cavanagh, Gillis, Lenardo, Patrick | 3:23     |  |
| 9.          | «God Damn Me»                     | Patrick                            | 4:15     |  |
| 10.         | «It Can Never Be the Same»        | Cavanagh, Gillis, Lenardo, Patrick | 4:32     |  |
| 11.         | «World Today»                     | DiLeo, Patrick                     | 5:50     |  |
| 12.         | «The 4th»                         | Patrick                            | 8:07     |  |
| 55:36       |                                   |                                    |          |  |

## Posicionamiento

### Álbum
| Lista         | Posición |
| ------------- | -------- |
| Billboard 200 | 32       |
| Australia     | 43       |
| Alemania      | 17       |
| Austria       | 12       |
| Suiza         | 78       |

### Sencillos
| Trabajo                    | Lista                  | Posición |
| -------------------------- | ---------------------- | -------- |
| «American Cliche»          | Mainstream Rock Tracks | 40       |
| «Where Do We Go From Here» | Mainstream Rock Tracks | 12       |
| «Where Do We Go From Here» | Alternative Songs      | 11       |
| «Where Do We Go From Here» | Billboard Hot 100      | 94       |

## Créditos
- Hiro Arishima — Notas
- Chuck Bailey — Asistente de ingeniería
- Rick Behrens — Asistente de ingeniería
- Richard Bishop — Productor
- Blumpy — Edición
- Tim Cadiente — Fotografía
- Rae DiLeo — Productor
- Steven Gillis — Batería
- Ben Grosse — Productor
- Geno Lenardo — Productor
- Jeffrey Taylor — Asesor jurídico
- Bob Ludwig — Máster
- Jef Moll — Asistente de ingeniería
- Richard Patrick — Productor
- Darrell Thorp — Asistente de ingeniería
- Mio Vukovic —	A&R